# An-Nasirijja (Damaszek)
An-Nasirijja (arab. الناصرية) – miejscowość w Syrii, w muhafazie Damaszek. W 2004 roku liczyła 4827 mieszkańców.